# Sara De Roo
Pour les articles homonymes, voir De Roo.
Sara De Roo, née à Delft (Pays-Bas) le 10 décembre 1970, est une actrice belge.

## Filmographie partielle

### Cinéma
- 1998 : Rosie, sa vie est dans sa tête de Patrice Toye
- 2009 : Dirty Mind de Pieter Van Hees
- 2008 : Loft d'Erik Van Looy
- 2012 : Brasserie romantique de Joël Vanhoebrouck

## Théâtre
- 2000 : In Real Time d'Anne Teresa De Keersmaeker, ballet-théâtre de danse contemporaine créé pour la Compagnie Rosas en collaboration avec le collectif théâtral Tg STAN et le groupe de jazz Aka Moon.